# قرار مجلس الأمن التابع للأمم المتحدة رقم 612
اعتمد قرار مجلس الأمن التابع للأمم المتحدة رقم 612 بالإجماع في 9 مايو 1988 بعد النظر في تقرير قدمته البعثة الخاصة التي أوفدها الأمين العام للتحقيق في الاستخدام المزعوم للأسلحة الكيميائية في الحرب العراقية الإيرانية، أدان المجلس استخدام الأسلحة الكيميائية في النزاع، بما يخالف الالتزامات المنصوص عليها في بروتوكول جنيف.
وأكد المجلس من جديد الحاجة الملحة إلى التقيد الصارم ببروتوكول جنيف، وتوقع على الجانبين أن يمتنعا عن استخدام الأسلحة الكيميائية في المستقبل. كما حثت الدول الأعضاء على مواصلة تطبيق أو فرض رقابة صارمة على المنتجات الكيميائية في الصادرات إلى إيران والعراق، معربا عن رغبته في مواصلة استعراض الحالة.